# Teisamenos (König von Theben)
Teisamenos (altgriechisch Τεισαμενός Teisamenós), der Sohn des Thersandros und der Demonassa, war in der griechischen Mythologie König von Theben. Er war der Vater des Autesion.
Als Thersandros, sein Vater, während des ersten Feldzugs gegen Troja getötet wurde, war Teisamenos noch zu jung, so dass Peneleos die Regierungsgeschäfte übernahm und auch im zweiten Zug die Boiotier anführte. Erst als auch Peneleos starb, bestieg Teisamenos den Thron von Theben. Sein Nachfolger wurde sein Sohn Autesion.